# Gjelleråsen
Gjelleråsen est une petite zone forestière située entre Lillomarka et Østmarka à l'est du Sentrum d'Oslo, en Norvège. C'est une partie d'Oslomarka, dans les municipalités d'Oslo, Lillestrøm et Nittedal.

## Description
La colline boisée est parcourue par plusieurs routes historiques importantes, ainsi que deux routes principales modernes de chaque côté de la colline : la route nationale 4 et le tunnel Hagan au nord-ouest et la Route européenne 6 au sud-est.
Le village de Gjelleråsen est connu comme un point d'arrêt sur Trondheimsveien, où la route nationale norvégienne 4 (Rv4) rejoint la route nationale 22 (Rv22). Le siège social de Ringnes se trouve à Gjelleråsen, ainsi que celui de Diplom-Is (en) et du Groupe Würth.
Près du sommet se trouve un tumulus recouvert de terre, et quelques tumulus découverts, de l'âge de bronze, à proximité de la route.

## Galerie

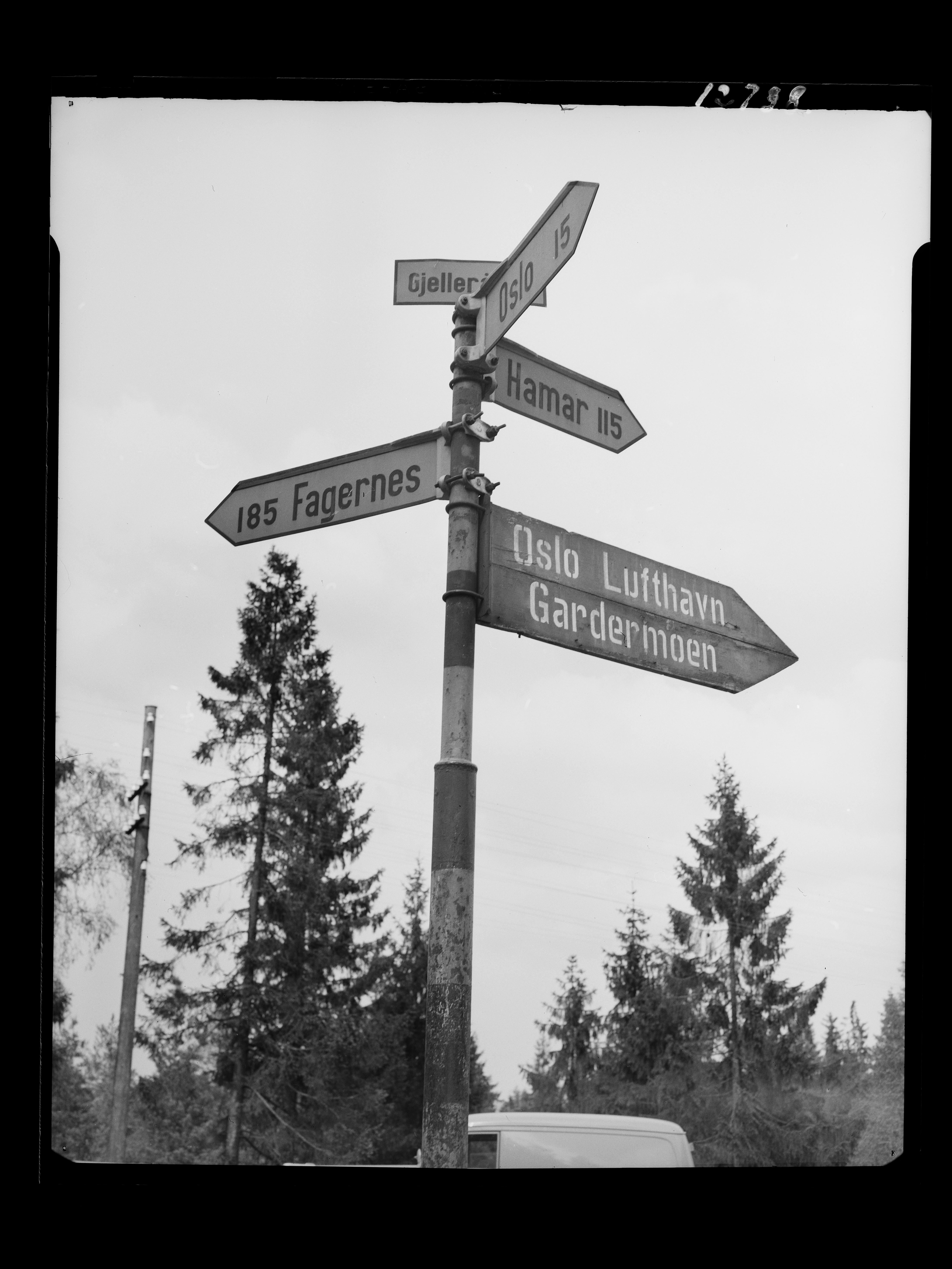
Signalisation en forêt
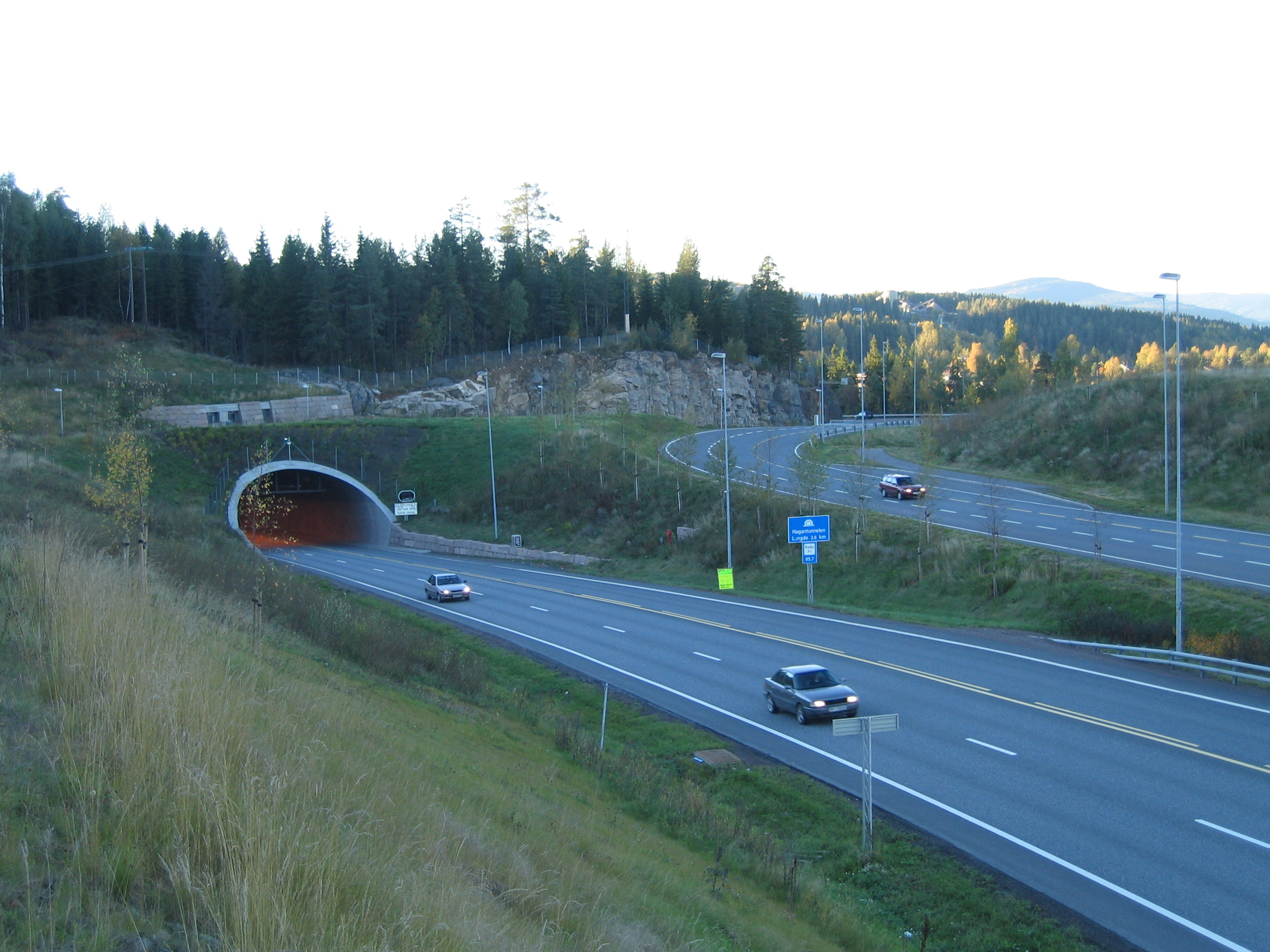
Tunnel Hagan